# العلاقات المارشالية الوسط إفريقية
العلاقات المارشالية الوسط أفريقية هي العلاقات الثنائية التي تجمع بين جزر مارشال وجمهورية أفريقيا الوسطى.

## مقارنة بين البلدين
هذه مقارنة عامة ومرجعية للدولتين:
| وجه المقارنة                                              | جزر مارشال                     | جمهورية أفريقيا الوسطى      |
| --------------------------------------------------------- | ------------------------------ | --------------------------- |
| المساحة (كم2)                                             | 181                            | 622.98 ألف                  |
| عدد السكان (نسمة)                                         | 53.13 ألف                      | 4.66 مليون                  |
| الكثافة السكانية (ن./كم²)                                 | 29.35 ألف                      | 7.48                        |
| العاصمة                                                   | ماجورو                         | بانغي                       |
| اللغة الرسمية                                             | لغة إنجليزية، اللغة المارشالية | لغة فرنسية، اللغة السانغوية |
| العملة                                                    | دولار أمريكي                   | فرنك وسط أفريقي             |
| الناتج المحلي الإجمالي (بليون دولار)                      | 199.40 مليون                   | 1.95 مليار                  |
| الناتج المحلي الإجمالي (تعادل القوة الشرائية) بليون دولار | 207.25 مليون                   | 3.03 مليار                  |
| الناتج المحلي الإجمالي الاسمي للفرد دولار أمريكي          | 3.38 ألف                       | 323                         |
| الناتج المحلي الإجمالي للفرد دولار أمريكي                 | 3.80 ألف                       | 594                         |
| مؤشر التنمية البشرية                                      |                                | 0.350                       |
| رمز المكالمات الدولي                                      | +692                           | +236                        |
| رمز الإنترنت                                              | .mh                            | .cf                         |
| المنطقة الزمنية                                           | ت ع م+12:00                    | ت ع م+01:00                 |

## منظمات دولية مشتركة
يشترك البلدان في عضوية مجموعة من المنظمات الدولية، منها:
| علم المنظمة | اسم المنظمة                                 | تاريخ انضمام جزر مارشال | تاريخ انضمام جمهورية أفريقيا الوسطى |
| ----------- | ------------------------------------------- | ----------------------- | ----------------------------------- |
|             | البنك الدولي للإنشاء والتعمير               | 21 مايو 1992            | 10 يوليو 1963                       |
|             | يونسكو                                      | 30 يونيو 1995           | 11 نوفمبر 1960                      |
|             | الاتحاد الدولي للاتصالات                    | 22 فبراير 1996          | 2 ديسمبر 1960                       |
|             | مؤسسة التمويل الدولية                       | 23 سبتمبر 1992          | 1 أبريل 1991                        |
|             | منظمة الشرطة الجنائية الدولية               | ?                       | ?                                   |
|             | مؤسسة التنمية الدولية                       | 19 يناير 1993           | 27 أغسطس 1963                       |
|             | الأمم المتحدة                               | 17 سبتمبر 1991          | 20 سبتمبر 1960                      |
|             | مجموعة دول أفريقيا والكاريبي والمحيط الهادئ | ?                       | ?                                   |
|             | منظمة حظر الأسلحة الكيميائية                | ?                       | ?                                   |